# Brethour
Brethour es un municipio canadiense situado en la provincia de Ontario.

## Superficie
Brethour tiene una superficie de 81,97 km².

## Demografía
En 2021, tenía 105 habitantes, una densidad poblacional de 1,3 hab./km², y 48 viviendas.